# Li Kou-Tin
Lee Kou-Tin (23 de outubro de 1938) é um mesa-tenista taiwanês. Seu principal e mais importante título foi campeão individual dos Jogos Asiáticos, categoria individual, quebrando na época a hegemonia japonesa, em 1958. Tal façanha só foi alcançada por outro jogador da China Taipei 42 anos após este título com Chiang Peng Lung no campeonato asiático de 2000.
O senhor Lee Kou-Tin também comandou a seleção da Nigéria e a Seleção brasileira de tênis de mesa por 16 anos, ele também formou atletas que hoje fazem parte da atual seleção atuando como técnicos, como Francisco Arado (Paco), Reinaldo Hideo Yamamoto, Edson Fumihiro Takahashi e Monica Dotti. Atualmente comanda a equipe de Santo André, na grande São Paulo, sendo considerado um dos melhores técnicos brasileiros atualmente.
A maioria dos participantes do brasileiro nem imaginam quantos anos de dedicação ao tênis de mesa brasileiro estão repousados nas costas desse mesatenista taiwanês